# Cornelis Frans Adolf van Dam
Cornelis Frans Adolf van Dam (* 6. März 1899 in Amsterdam; † 25. Januar 1972 in Utrecht) war ein niederländischer Romanist und Hispanist.

## Leben
Van Dam kam auf der Handelsschule und im Schifffahrtskontor mit Spanisch in Berührung. Er studierte in Utrecht anfänglich Niederländisch, ging dann aber zu Spanisch über. Ab 1922 hielt er sich regelmäßig in Madrid im Centro de Estudios Históricos von Ramón Menéndez Pidal auf.
Er wurde 1928 in Utrecht promoviert mit der Arbeit (Hrsg.) Lope de Vega, El castigo sin venganza (Groningen 1928, Salamanca 1968) und besetzte schon ab 1927 an der Universität Utrecht eine für ihn geschaffene Stiftungsprofessur für Spanisch (die erste niederländische Professur für Spanisch überhaupt), die 1951 mit Gründung des Spanischen Instituts in eine ordentliche Professur umgewandelt wurde. Beim Aufbau der Iberoromanistik und Lateinamerikaromanistik in Utrecht kamen 1955 das Portugiesische und Brasilianische hinzu, wofür er  als ersten Lusitanisten Hendrik Houwens Post gewann. Nach 42 Jahren Professur wurde van Dam 1969 emeritiert.
Van Dam war Korrespondierendes Mitglied der Real Academia Española (1931) und Träger des Orden de Isabel la Católica (1932), sowie Ritter des Orden vom Niederländischen Löwen (1967).

## Werke

### Monografien, Wörterbücher, Arbeitsmittel
- Oefeningen ter vertaling in het Spaans, Zutphen 1932, 1942, 1946, 1954, 1962
- Spaans leesboek voor beginners, Zutphen 1932, 1943, 1947, 1954
- Spaans handwoordenboek Spaans-Nederlands/Nederlands-Spaans, 2 Bde.,  Den Haag 1932–1937  (1186+1132 Seiten; Supplemente 1938, 1941, 1942), zuletzt 1989
- Van Goor's miniatuur Spaans woordenboek, Den Haag 1935, 1943
- Las mil y una expresiones de la lengua Española, Den Haag 1938, 1946, 1954
- (mit Henriette Catharina Barrau) Kramer's Spaans woordenboek, Amsterdam 1948, zuletzt 1987
- (mit Enrique R. Goilo) 2000 zinnen vertaald in het Papiaments, Willemstad (Curaçao) 1953
- Spaanse spraakkunst, Zutphen 1953, zuletzt 1967
- (mit Henricus Theodorus Oostendorp) Gramática holandesa, Madrid 1960, 1965; u. d. T. Gramática neerlandesa, hrsg. von  Hans Tromp y Enrique Bernárdez, Madrid 1982
- Spaanse spraakkunst voor iedereen, Utrecht 1961, zuletzt 1971

### Herausgeberschaft und Übersetzertätigkeit
- (Hrsg.) Pío Baroja, El mundo es ansí, Den Haag 1937
- (Hrsg.) Jacinto Benavente, Rosas de otoño en La vestal de Occidente, Den Haag 1938
- (Hrsg.) Ramón Pérez de Ayala, Tigre Juan, Den Haag 1940
- (Übersetzer mit Johan Willem Frederik Werumeus Buning, 1891–1958) Miguel de Cervantes, El ingenioso hidalgo Don Quijote de la Mancha,  Amsterdam 1941–1943, 1944, 1950, 1957, 1963
- (Hrsg.) Sebastià Juan Arbó, Tierras del Ebro, Den Haag 1950
- (Übersetzer) Het leven van Lazarillo de Tormes en over zijn wederwaardigheden en tegenslagen, Utrecht 1953